# 肥後西村駅
肥後西村駅（ひごにしのむらえき）は、熊本県球磨郡錦町大字西にあるくま川鉄道湯前線の駅。駅番号は4。

## 歴史
- 1924年（大正13年）3月30日：鉄道省の駅として開業[1]。
- 1949年（昭和24年）6月1日：日本国有鉄道の駅となる。
- 1962年（昭和37年）10月1日：貨物取扱廃止[1]。
- 1963年（昭和38年）4月1日：業務委託化。
- 1971年（昭和46年）2月20日：荷物扱い廃止[2]。無人化[3]。
- 1987年（昭和62年）4月1日：国鉄分割民営化に伴い九州旅客鉄道（JR九州）の駅となる[1]。
- 1989年（平成元年）10月1日：第3セクター転換により、くま川鉄道の駅となる[1]。
- 1997年（平成9年）10月：駅舎改築[4]。

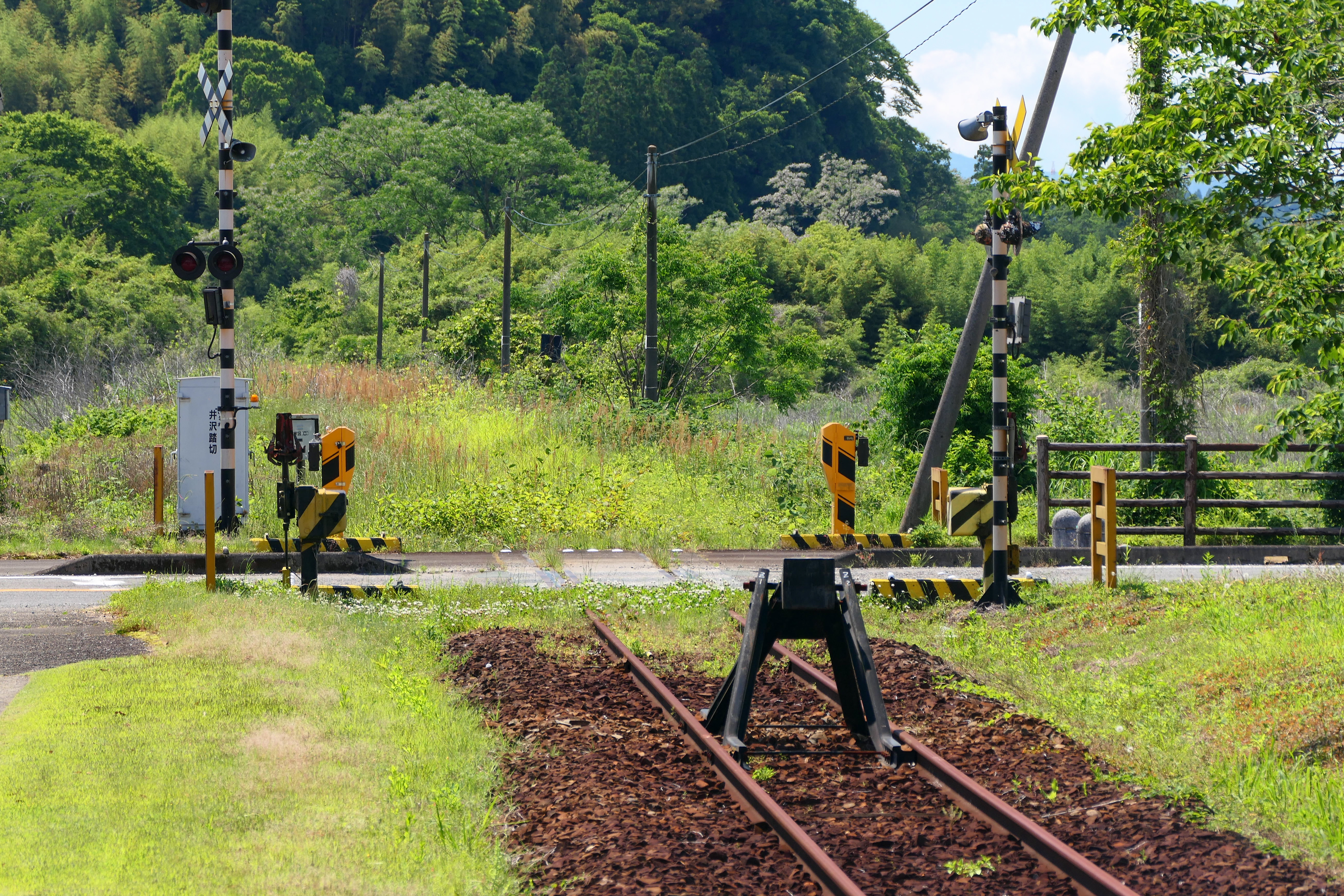
災害不通に伴う車止め（2023年5月）

- 2021年（令和3年）11月28日：当駅より湯前駅までの復旧に伴い、仮設の折り返し設備を設置。

## 駅構造

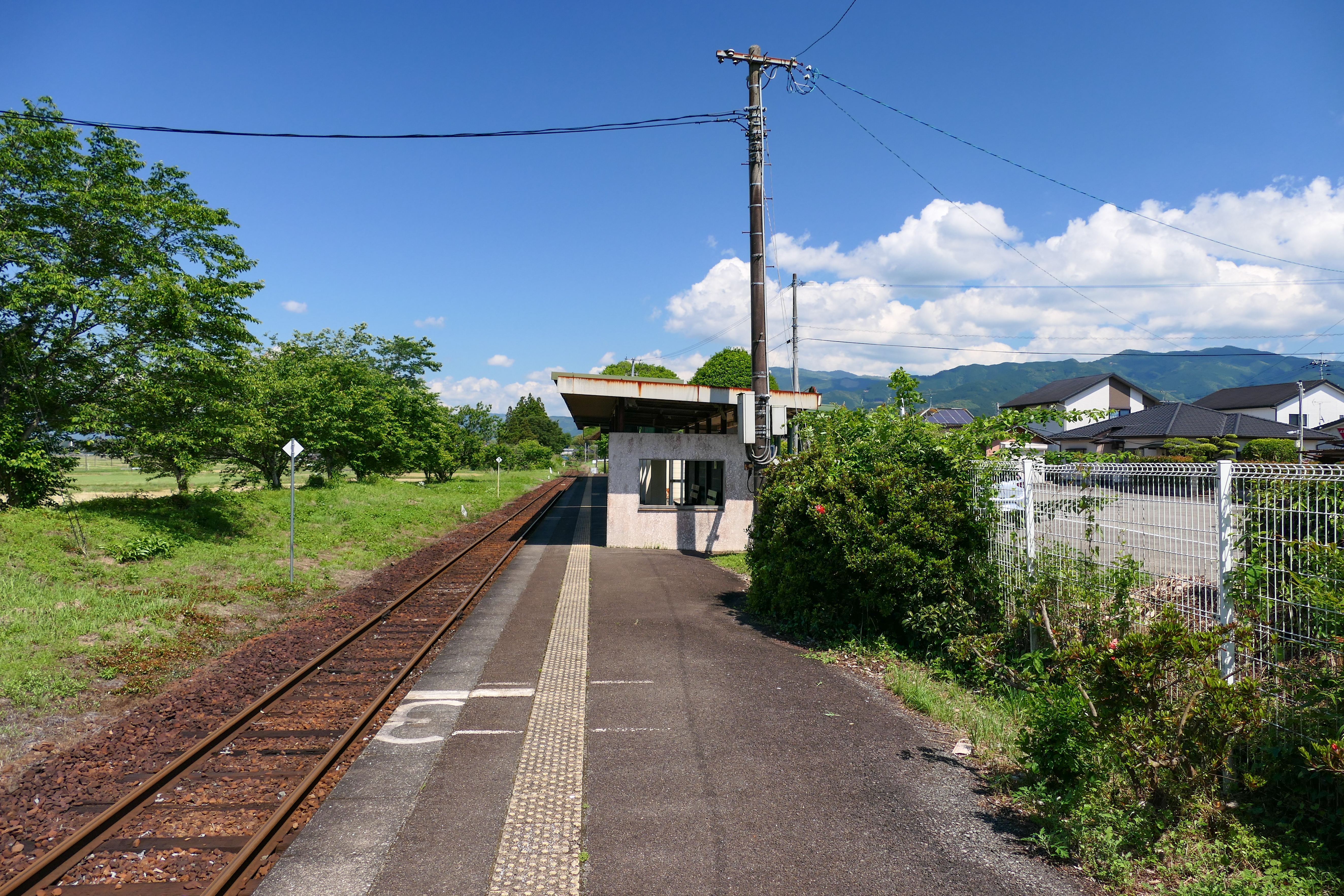
ホーム（2023年5月）

単式1面1線で6両以上が停車できる長いホームを持つ地上駅である。無人駅で簡易駅舎、待合室（清涼飲料水の自動販売機がある）やトイレを完備している。ホーム内外の壁は果物などをかたどったタイルで飾られている。
なお、トイレは竣工当時から長らく汲み取り式であったが、駅周辺に公共下水が引かれたことにより、2016年に水洗化された。

## 利用状況
| 年度   | 一日平均 乗車人員 | 一日平均 乗降人員 |
| ------ | ----------------- | ----------------- |
| 2011年 | 255               | 519               |
| 2012年 | 263               | 533               |
| 2013年 | 232               | 470               |
| 2014年 | 224               | 455               |
| 2015年 | 226               | 458               |
| 2016年 | 219               | 458               |
| 2017年 | 268               | 458               |
| 2018年 | 245               | 503               |

## 駅周辺
- 熊本県立球磨中央高等学校
- 国道219号
- 球磨川

## 隣の駅
くま川鉄道
■湯前線
川村駅（3） - 肥後西村駅（4） - 一武駅（5）